# Комиссар милиции
Комиссар милиции — специальное звание высшего начальствующего состава милиции НКВД и МВД СССР в 1943—1973 годах.

## История звания
Звание комиссара милиции было введено Указом Президиума Верховного Совета СССР от 9 февраля 1943 года для начальствующего состава органов рабоче-крестьянской милиции НКВД СССР. Оно имело три ранга (первый — высший):
- комиссар милиции I ранга,
- комиссар милиции II ранга,
- комиссар милиции III ранга.

Первые звания комиссаров милиции были присвоены приказом по НКВД № 531 от 4 марта 1943 года начальнику Главного управления милиции НКВД СССР А. Г. Галкину (I ранга), и начальникам управлений милиции Москвы и Ленинграда В. Н. Романченко и Е. С. Грушко (II ранга).
В соответствии с Указом Президиума Верховного Совета СССР от 23 октября 1973 года были введены специальные звания генерал-майора милиции и генерал-лейтенанта милиции, заменившие звание комиссара милиции.
В соответствии с последовавшим в тот же день постановлением Совета министров СССР звание комиссара милиции 3 ранга приравнивалось к званию генерал-майора милиции, а звание комиссара милиции 2 ранга — к званию генерал-лейтенанта милиции. Звание комиссара милиции 1 ранга в данном постановлении не упоминается. Вероятно, оно к этому времени вышло из употребления, хотя формально не было отменено. Следует отметить, что в СССР после 1973 года не существовало звания генерал-полковника милиции, а существовало только звание генерал-полковника внутренней службы.

## Присвоение званий
Комиссар милиции 1-го ранга
- Галкин, Александр Григорьевич (1943)

Комиссары милиции 2-го ранга
- Абрамов, Иван Николаевич (1956)
- Аверкиев, Иван Алексеевич (1957)
- Антонов, Пётр Иванович (1943)
- Барсуков, Михаил Васильевич (1956)
- Бондаренко, Иван Данилович (1968)
- Бунин, Пётр Сергеевич (1944)
- Бурмистров, Анатолий Петрович (1967)
- Васильев, Сергей Андреевич (1967)
- Гайдамака, Вениамин Глебович (1959)
- Глебов, Иван Александрович (1967)
- Гончаренко, Андрей Лаврентьевич (1954)
- Грушко, Евгений Семёнович (1943)
- Дятлов, Николай Алексеевич (1946)
- Емельянов, Евгений Арсеньевич (1969)
- Иванов, Иона Иванович (1947)
- Калинин, Григорий Иванович[1] (19??)
- Кожин, Иван Акимович (1957)
- Крайнов, Николай Иванович (1954)
- Левин, Иван Ефимович (1956)
- Марчик, Владимир Филиппович (1950)
- Москов, Николай Андрианович (1956)
- Никитаев, Георгий Иванович (1959)
- Овчинников, Александр Михайлович (1954)
- Олейник, Пётр Александрович (1967)
- Полукаров, Александр Никитич (1946)
- Романченко, Виктор Николаевич (1943)
- Рясной, Василий Степанович[2] (19??)
- Соколов, Александр Иванович (1967)
- Соколовский, Георгий Викторович (1953)
- Соловьёв, Иван Владимирович (1959)
- Тиканов, Александр Фёдорович (1959)